# 2023년 베네치아 버스 추락 사고
베네치아 버스 추락 사고는 이탈리아 베네토주 베네치아 메스트레의 고가도로에서 버스가 추락하여 21명이 사망하고 18명이 부상을 입은 사고이다.

## 사고 정보
사고를 당한 버스는 39명의 외국인 관광객들을 태우고 베네치아 역사 지구에서 캠핑장으로 돌아가는 길이었다. 메스트레 지역의 고가도로를 지나던 중 보호벽을 뚫고 철로 근처로 추락했다. 이후 전선에 부딪혀서 버스에 화재가 났으며 이 사고로 21명의 사망자, 18명의 부상자, 5명의 실종자가 발생했다. 사망자 중에는 우크라이나인 5명, 어린이 2명, 현지 버스 운전기사가 포함됐다. 사고 원인은 아직 밝혀지지 않았다. 루이지 브루냐로 베네치아 시장은 트위터에서 사고 희생자들에게 애도를 표했다.

## 같이 보기
- 2021년 불가리아 버스 추락 사고